# Zenair
 (janvier 2019).
Zenair Ltd est une entreprise de construction aéronautique canadienne créée en 1974 à Richmond Hill, Ontario par Chris Heintz (en) pour développer et produire des avions de sport et de tourisme métalliques en kit.

## Historique
En 1992, des accords ont été signés avec Czech Aircraft Works pour produire les kits destinés au marché européen commercialisés par Zenair Europe, implanté en Belgique.
Dans les années 1990 est apparue la catégorie des ultra-légers motorisés et Chris Heinz a réalisé le Zenith CH 2000 pour y répondre, premier avion Zenair non destiné à la construction amateur d'avion. Certifié en 1994 au Canada et en 1996 par la FAA, ce biplace a été produit en série à partir de début 1996.
Aujourd’hui implantée sur l’aéroport d’Huronia, Ontario (100 km au nord de Toronto) Zenair Ltd possède plusieurs filiales :
- Zenith Aircraft Company, à Mexico, Missouri, fondée en 1992 pour produire le STOL CH 701 et le Zodiac 601 (en) ;
- Aircraft Manufacturing & Development Co. (AMD) à Eastman, Géorgie, États-Unis, fondée en 2000, qui produit les Alarus CH 2000 et Zodiac XL (en).

En août 2006, Zenair a annoncé l’arrêt de la production en République tchèque et à partir du premier janvier 2007 a démarré un partenariat avec Advanced Aircraft (en) (Slovénie) et Dyn'Aéro, entreprise française dirigée par Christophe Robin. Christophe Robin est le fils de Pierre Robin, avec lequel Chris Heintz avait développé le Robin HR-200.

## Les productions Zenair
- Zenair CH 100 (en)
- Zenair CH 150 (en)
- Zenair CH 180 (en)
- Zenair CH 200 (en)
- Zenair CH 250 (en)
- Zenair CH 300 (en)
- Zenair CH 620 Gemini
- Zenair CH 600 (en)
- Zenair CH 601 (en)*
- Zodiac XL (en)
- Zenith CH 650 (en)
- Zenith CH 650E (en)
- STOL CH 701 et STOL CH 750*
- Zenith STOL CH 801 (en)*
- Zenith CH 2000 > Alarus CH2000 (en) **
- Zenair Zipper (en)
- Zipper II (en)

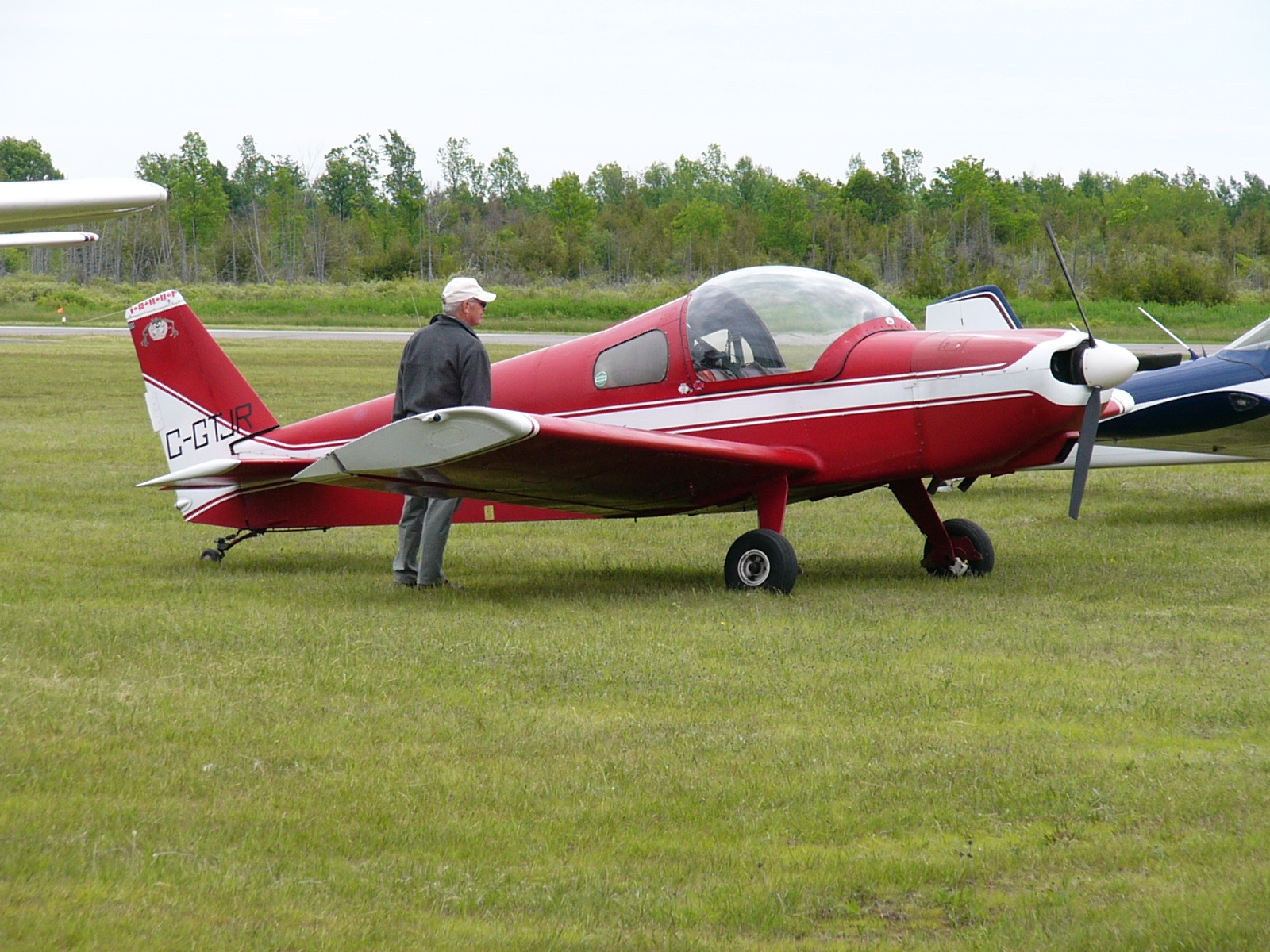
Zenair CH250

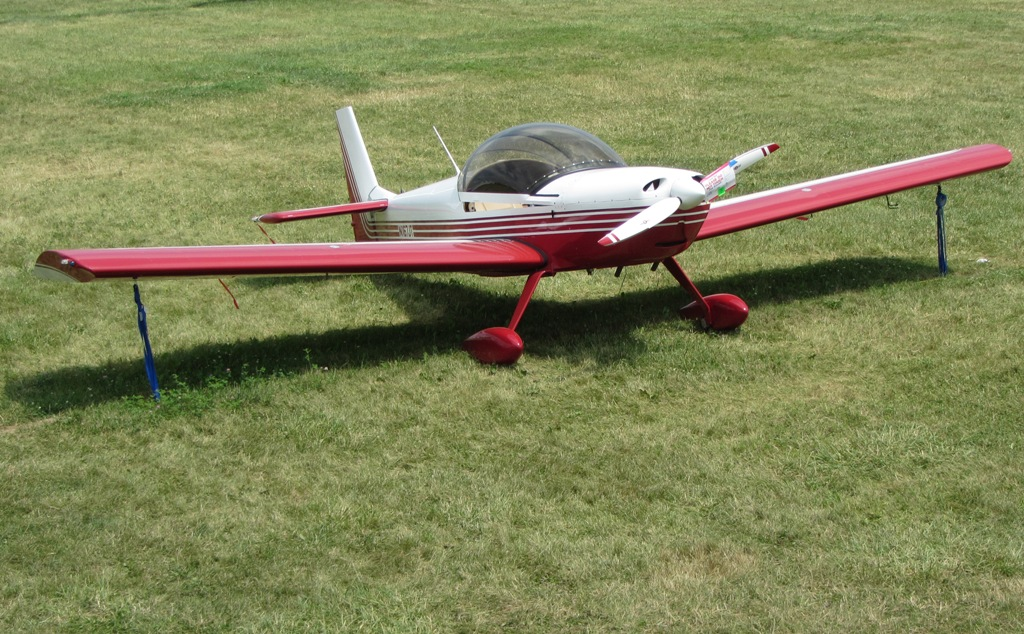
Zenair CH601XL

(*) Produits sous licence par Zenith Aircraft Company.
(**) Produits sous licence par Aircraft Manufacturing & Development Co.